# Arcade (sang)
"Arcade" er en sang af den hollandske sanger Duncan Laurence, som repræsenterede Holland i Eurovision Song Contest 2019 i Tel Aviv i Israel. Da den komplette line-up af sange blev annonceret, var "Arcade" favorit til at vinde konkurrencen, og sangen endte også med at vinde med sammenlagt 498 point - foran Italien (472 point) og Rusland (370 point).

## Hitlister
| Hitliste (2019)              | Top position |
| ---------------------------- | ------------ |
| Belgien (Ultratip Flanderen) | 45           |
| Holland (Dutch Top 40)       | 4            |
| Holland (Single Top 100)     | 10           |